# Комуне (Ђенова)
Комуне је насеље у Италији у округу Ђенова, региону Лигурија.
Према процени из 2011. у насељу је живело 58 становника. Насеље се налази на надморској висини од 139 м.